# Olgica Bakajin
Olgica Bakajin es una científica estadounidense.

## Biografía
Completó su licenciatura en física y química por la Universidad de Chicago y su doctorado en física por la Universidad de Princeton. Luego trabajó en el Laboratorio Nacional Lawrence Livermore. En 2009 fundó la empresa, Porifera.
Su empresa se centra en la tecnología de nanotubos de carbono para la desalinización de agua, y ha obtenido la licencia del Laboratorio Nacional Lawrence Livermore.
Obtuvo el Premio NanoTech Briefs en 2007. Fue elegida miembro de la Sociedad Estadounidense de Física en 2010 por "contribuciones al desarrollo de nueva instrumentación para estudios del plegamiento de proteínas y para la comprensión fundamental del transporte y la selectividad a escala nanométrica, con implicaciones para la comprensión de los canales de membrana".

## Publicaciones
- Deegan, Robert D.; Bakajin, Olgica; Dupont, Todd F.; Huber, Greg; Nagel, Sidney R.; Witten, Thomas A. (23 de octubre de 1997). «Capillary flow as the cause of ring stains from dried liquid drops». Nature 389 (6653): 827-829. Bibcode:1997Natur.389..827D. doi:10.1038/39827.
- Holt, Jason K.; Park, Hyung Gyu; Wang, Yinmin; Stadermann, Michael; Artyukhin, Alexander B.; Grigoropoulos, Costas P.; Noy, Aleksandr; Bakajin, Olgica (19 de mayo de 2006). «Fast Mass Transport Through Sub-2-Nanometer Carbon Nanotubes». Science 312 (5776): 1034-1037. Bibcode:2006Sci...312.1034H. PMID 16709781. doi:10.1126/science.1126298.
- Deegan, Robert D.; Bakajin, Olgica; Dupont, Todd F.; Huber, Greg; Nagel, Sidney R.; Witten, Thomas A. (1 de julio de 2000). «Contact line deposits in an evaporating drop». Physical Review E 62 (1): 756-765. Bibcode:2000PhRvE..62..756D. PMID 11088531. doi:10.1103/PhysRevE.62.756.
- Fornasiero, Francesco; Park, Hyung Gyu; Holt, Jason K.; Stadermann, Michael; Grigoropoulos, Costas P.; Noy, Aleksandr; Bakajin, Olgica (11 de noviembre de 2008). «Ion exclusion by sub-2-nm carbon nanotube pores». Proceedings of the National Academy of Sciences 105 (45): 17250-17255. PMC 2582302. PMID 18539773. doi:10.1073/pnas.0710437105.